# Англия (госпитальное судно)
«Англия» — британский пароход, реквизированный для использования в качестве госпитального судна во время Первой мировой войны. 17 ноября 1915 года он подорвался на мине, заложенной немецкой подводной лодкой UC-5.

## История

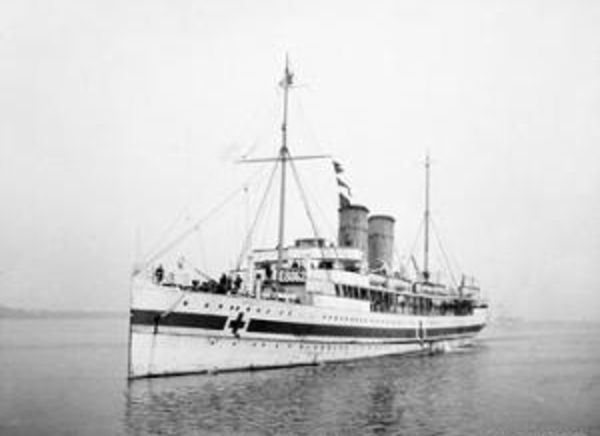
Госпитальное судно «Англия»

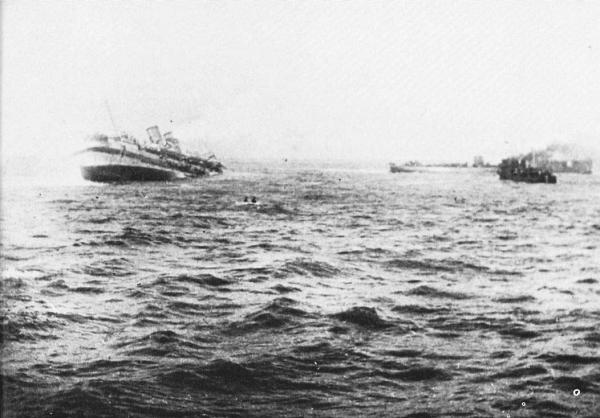
Госпитальное судно «Англия» тонет, подорвавшись на мине

«Англия» была построена на верфи «Уильям Денни и братья» в Дамбартоне, Шотландия для компании «Лондонские и Северо-западные железные дороги» и была введена в эксплуатацию в 1900 году. Сначала она использовалась на линии Холихед — Норт-Уолл, а с 1908 года — на линии Холихед — Куинстаун (позже названный Дун-Лэаре). С началом войны была переоборудована в госпитальное судно.

## Гибель
17 ноября 1915 года «Англия» возвращалась из Кале в Дувр, имея на борту 390 раненых офицеров и солдат. Приблизительно в 12:30, на одну милю восточнее Фолкстонских Ворот, госпитальное судно «Англия» подорвалось на мине. Оказавшаяся неподалёку торпедная канонерская лодка «Хазард» (1894) помогла эвакуировать пассажиров и экипаж. Несмотря на помощь угольщика «Лузитания», погибло 134 человека.